# Dino Staffa
Dino Staffa (Santa Maria em Fabriago, 14 de agosto de 1906 – Roma, 7 de agosto de 1977) foi um cardeal da Igreja Católica Romana.

## Vida
Depois de terminar a escola em Imola , Dino Staffa estudou Teologia e Filosofia Católica no Pontifício Seminário Regional "Bento XV" em Bolonha, na Faculdade Teológica de Bolonha, onde recebeu seu Ph.D. Theol. doutorado era, e no Pontifício Ateneu "Sant'Apollinare", onde se tornou Dr. IUR. UTR. doutorado. Em 25 de maio 1929, ele recebeu pelo Bispo Paolino Giovanni Tribbioli OFMCap o sacramento de Ordens Sagradas , e depois trabalhou por dois anos como capelão nas Diocese de Imolaantes de ser liberado para um estudo mais aprofundado de 1931 a 1933. De 1933 a 1950, foi pastor em Roma e professor de História do Direito Canônico na Pontifícia Universidade Lateranense . A partir de 1944 ele também foi auditor na Rota Romana. Em 1958, o Papa João XXIII transferiu para ele . o cargo de Secretário da Cúria, com especial responsabilidade pelos seminários e universidades.
Em 3 de setembro de 1960, Dino Staffa foi substituído por João XXIII. nomeado Arcebispo Titular de Cesaréia na Palestina. A consagração episcopal foi dada a ele pelo próprio papa em 28 de outubro de 1960; Os co- conselheiros foram o arcebispo Diego Venini, amigo de Sua Santidade, e Benigno Carrara, bispo de Imola.
Ele participou nos anos de 1962 a 1965 no Concílio Vaticano II e recebeu em 1967 a nomeação como Pro-Prefeito do Supremo Tribunal da Signatura Apostólica . Em junho de 1967, o papa Paulo VI o levou. como padre cardeal com a igreja titular Sacro Cuore di Cristo Re no Colégio de Cardeais e nomeou-o prefeito do Supremo Tribunal da Signatura Apostólica. Em 24 de maio de 1976 tornou-se cardeal sacerdote da igreja titular de Santa Maria sopra Minerva.
Dino Staffa morreu em 7 de agosto de 1977 em Roma e foi enterrado na cripta de sua família em Massa Lombarda, perto de Imola.